# Михаил Гаспаров
Михаил Леонович Гаспаров (на руски: Михаи́л Лео́нович Гаспа́ров; р. 13 април 1935, Москва – п. 7 ноември 2005, Москва) е руски литературовед и класически филолог, историк на античната литература и руската поезия, стиховед, литературен теоретик. Академик на Руската академия на науките. Автор на фундаментални трудове върху руския и европейския стих. Преводач на антична, средновековна и модерна поезия и проза. Есеист.

## Биография
Михаил Гаспаров е роден през 1935 г. в Москва. Майка му, Елена Александровна Нюренберг, работи като редактор в списание „Безбожник“, а след това става доктор на психологическите науки и научен сътрудник в Института по психология „Л. Г. Щукин“. С баща си, който също работи в списание „Безбожник“, а след това в списание „За рубежом“ и като редактор в издателството на Академията на науките на СССР, Михаил Гаспаров се запознава, когато вече е навършил пълнолетие. Пастрокът му, инженерът Лео Гаспаров, е роден в Нагорни Карабах; Елена Нюренберг и Лео Гаспаров се развеждат, когато М. Л. Гаспаров е още дете.
През 1957 г. завършва класическа филология във Филологическия факултет на Московския държавен университет. Доктор на филологическите науки (1979), член-кореспондент (1990) и академик (1992) на Руската академия на науките. През 1957–1990 г. е сътрудник на сектора по антична литература на ИМЛИ, през 1971–1981 – ръководител на сектора, участва в работата на Московско-Тартуската семиотична школа и математико-филологическия кръжок на академик А. Н. Колмогоров. В последните години – главен научен сътрудник на Института по руски език на РАН и Института за висши хуманитарни изследвания на РГГУ, председател на Манделщамовото общество. Лауреат на Държавната награда на Русия (1995), Малкия Букър (1997; за сборника „Избранные статьи“), награда „Андрей Бели“ (1999; за книгата „Записи и выписки“). Главен редактор на „Манделщамовата енциклопедия“ и член на редколегията на издателските поредици „Литературни паметници“ и „Библиотека за антична литература“, както и на списанията „Вестник за древна история“, „Arbor Mundi“ („Мировое древо“, Москва, РГГУ), „Elementa“ (САЩ), „Rossica Romana“ (Италия) и мн. др.
В последните години от живота си Гаспаров предприема, добавяйки ги към традиционните, които вече е направил, редица „експериментални преводи“ (на „Неистовия Роланд“ на Лудовико Ариосто, на френска и немска поезия от XVIII–XX в.), които предизвикват нееднозначни оценки.
Умира на 7 ноември 2005 г. Погребан е в Миуското гробище в Москва.

## Памет
В памет на Михаил Леонович Гаспаров Институтът за висши хуманитарни изследвания на РГГУ всяка година организира Гаспаровски четения. Тематиката на секциите на четенията съвпадат с основните посоки на изследванията на М. Л. Гаспаров: класическа филология, проблеми на превода, руска литература на XIX век, руска литература от началото на XX век, стихознание.

### Изследвания и преводи на античната литература
- Античная литературная басня (Федр и Бабрий). М., 1971.
- История всемирной литературы. Т. 1. М.: Наука, 1983. Автор на разделите: Разд.2, ч.2. Введение (с. 303–312); гл. 4. Эллинистическая литература 3-2 вв. до н. э. (с. 397–423) (в съавторство с М. Е. Грабар-Пасек); гл. 5-8. Римская литература 3-2 вв. до н. э. Греческая и римская литература 1 в. до н. э. – 3 в. н. э. (с. 423–501)
- Занимательная Греция: Рассказы о древнегреческой культуре. М.: ГЛК-НЛО, 1995. (научнопопулярно издание, преиздавано многократно)
- Рассказы Геродота о греко-персидских войнах и еще о многом другом. М.: Согласие, 2001. (научнопопулярно издание, преиздавано многократно)
- Об античной поэзии: Поэты. Поэтика. Риторика. СПб.: Азбука, 2000.

Преводи:
- Федр, Бабрий, Басни. Превод от лат., старогр. М.: Наука, 1962. 264 с. = М.: Ладомир, Наука, 1995. (Поредица „Литературные памятники“).
- Светоний, Жизнь двенадцати цезарей. Превод от лат. М.: Наука, 1964 (Серия „Литературные памятники“) (преиздавана многократно)
- Басни Эзопа. Превод от старогр. М.: Наука, 1968, 320 с. = М.: Ладомир, Наука, 1993 (Поредица „Литературные памятники“).
- Гораций, „Наука поэзии“. – В: Гораций. Избранное. М., 1970.
- Цицерон, „Оратор“. – В: Цицерон. Три трактата об ораторском искусстве. М., 1972, с. 329–384.
- Овидий, „Наука любви. Лекарство от любви“. – В: Овидий. Элегии и малые поэмы. М., 1973.
- Цицерон. „Тускуланские беседы“. – В: Цицерон. Избранное. М., 1975.
- Овидий. „Ибис“. – В: Овидий. Скорбные элегии. Письма с Понта. М.: Наука, 1978, с. 163–177. (Поредица „Литературные памятники“).
- Овидий, „Наука рыболовства“. – В: Овидий. Скорбные элегии. Письма с Понта. М.: Наука, 1978, с. 177–180. (Поредица „Литературные памятники“).
- Дионисий Галикарнасский, „О соединении слов“. – В: Античные риторики. М., 1978, с. 167–221.
- Диоген Лаэртский, О жизни, учениях и изречениях знаменитых философов. Превод от старогр. М.: Мысль, 1979, 571 с. (Поредица „Философское наследие“, т. 99). (преиздавана многократно)
- Пиндар, Вакхилид. Оды. Фрагменты. Превод от старогр. М.: Наука, 1980, 504 с. (Поредица „Литературные памятники“).
- Аристотель, „Поэтика“. – В: Аристотель и античная литература. М., 1978.
- Филодем, „О стихах. Кн. 5“. – В: Лосев А. Ф. Эллинистически-римская эстетика I–II вв. н. э. М., 1979, с. 342–360.
- Поздняя латинская поэзия. М., 1982. Превод на текстовете: Клавдиан. На бракосочетание Гонория и Марии. Похвала Серене. Против Руфина (с. 191–240), Кверол, или Комедия о горшке (с. 305–372), Дидактическая поэзия (с. 373–444), Эпиграммы Луксория (с. 482–499), Драконти, „Эпиталамий Иоанну и Витуле“. „Сотворение мира“ (с. 581–593).
- Текстове в кн.: Хрестоматия по ранней римской литературе. М., 1984.
- Текстове в кн.: Авсоний. Стихотворения. Превод от лат. М.: Наука, 1993. (Поредица „Литературные памятники“).
- Текстове в кн.: Поэты „Латинской Антологии“. Превод от лат. Съст. М. Л. Гаспаров, Ю. Ф. Шульц. М., Изд. на МГУ, 2003.

### Средновековна и модерна литература
- История всемирной литературы. Т.2. М.: Наука. 1984. Автор на разделите: Разд. 9. Гл. 1. Пар. 2-3. Латинская литература 5-8 вв. (с. 446–453); Разд. 10, гл. 1. Латинская литература зрелого средневековья. (с. 499–516)
- Аверинцев С. С., Гаспаров М. Л. Проблемы литературной теории в Византии и латинском средневековье. М.: Наука, 1986, 255 стр.

Преводи:
- Много текстове в кн.: Поэзия вагантов. (Поредица „Литературные памятники“). М., Наука, 1975.
- Текстове в кн.: Эразм Роттердамский, Стихотворения. Иоанн Секунд, Поцелуи. (Поредица „Литературные памятники“) М.: Наука, 1983.
- Лудовико Ариосто, Неистовый Роланд. В 2 т. Превод от итал. (Серия „Литературные памятники“). М.: Наука, 1993.
- „Эцеринида“ Альбертино Муссато. – В: Другие средние века. К 75-летию А. Я. Гуревича. Съст. И. В. Дубровский, С. В. Оболенская, М. Ю. Парамонова. М.–СПб.: Университетская книга, 1999, с. 79-98.
- Георг Гейм, Стихотворения. Превод от нем. (Поредица „Лит.памятники“). М., Наука, 2002.
- Экспериментальные переводы. М., 2003.

### Изследвания на руската литература
- „Композиция пейзажа у Тютчева“
- Русские стихи 1890-х–1925-го годов в комментариях. М., Высш. шк., 1993. (Второ издание: Русский стих начала XX века в комментариях: Уч. пособие. М., Фортуна Лимитед, 2001.)
- Очерки истории языка русской поэзии XX в.. М., 1993.
- О.Мандельштам: гражданская лирика 1937 года. М., РГГУ, 1996.
- О русской поэзии: Анализы. Интерпретации. Характеристики. СПб, Азбука, 2001.

### Изследвания по стихознание
- Современный русский стих. Метрика и ритмика. М., Наука, 1974, 487 с.
- Очерк истории русского стиха. Метрика, ритмика, рифма, строфика. М., Наука, 1984, 319 с.
- Очерк истории европейского стиха. М., Наука, 1989, 302 с. Архив на оригинала от 2008-02-25 в Wayback Machine.
- Метр и смысл. Об одном из механизмов культурной памяти. М., РГГУ, 1999, 289 с. Архив на оригинала от 2009-06-04 в Wayback Machine.

### Авторски сборници
- Избранные труды. В 4 т. 
  - Т.1. О поэтах. Москва: Языки русской культуры, 1997, 662 с.
  - Т.2. О стихах. Москва: Языки русской культуры, 1997, 504 c.
  - Т.3. О стихе. Москва: Языки русской культуры, 1997, 608 с.
  - Т.4. Лингвистика стиха; Анализы и интерпретации. Москва: Языки русской культуры, 2012.
- Избранные статьи. М.: НЛО, 1995, 480 с.
- Записи и выписки. М.: НЛО, 2000, 416 с.

### Художествени творби
Малкото си художествени творби М. Л. Гаспаров подписва с псевдонима Ящук, Т. А.. Под собственото си име Гаспаров публикува стихотворението „Калигула“.